# I Sonata fortepianowa (KV 279)
Sonata C-dur (KV 279) – sonata na instrument klawiszowy skomponowana przez Wolfganga Amadeusa Mozarta w 1775 w Monachium.

## Budowa
1. Allegro (około 5 minut)
2. Andante (około 5 minut)
3. Allegro (około 3 minut)

Czas łącznego wykonania: około 13 minut.